# 秃茎冷水花
秃茎冷水花（学名：Pilea villicaulis var. subglabra）为荨麻科冷水花属下的一个变种。

## 扩展阅读
- 維基物種上的相關：秃茎冷水花